# Distrikt Huachocolpa (Tayacaja)
Der Distrikt Huachocolpa liegt in der Provinz Tayacaja in der Region Huancavelica im Südwesten von Zentral-Peru. Der Distrikt wurde am 31. Januar 1951 gegründet. Er besitzt eine Fläche von 266 km². Beim Zensus 2017 wurden 3387 Einwohner gezählt. Im Jahr 1993 lag die Einwohnerzahl bei 2981, im Jahr 2007 bei 4976. Sitz der Distriktverwaltung ist die 2907 m hoch gelegene Ortschaft Huachocolpa mit 994 Einwohnern (Stand 2017). Huachocolpa befindet sich 49 km nordöstlich der Provinzhauptstadt Pampas.

## Geographische Lage
Der Distrikt Huachocolpa liegt in der peruanischen Zentralkordillere im Nordosten der Provinz Tayacaja. Der Distrikt liegt am rechten Flussufer des nach Osten strömenden Río Mantaro.
Der Distrikt Huachocolpa grenzt im Südwesten an den Distrikt Surcubamba, im Norden an die Distrikte Pariahuanca und Santo Domingo de Acobamba (beide in der Provinz Huancayo), im Nordosten an den Distrikt Pangoa (Provinz Satipo) sowie im Südosten an den Distrikt Tintay Puncu.

## Ortschaften
Im Distrikt gibt es neben dem Hauptort folgende weitere größere Ortschaften:
- Santa Maria (280 Einwohner)
- Tauribamba (462 Einwohner)